# Iñuma
Iñuma es un volcán del Perú. Tiene una altitud de 5.675 m. Forma parte de la cordillera de los Andes. Está localizado en el departamento de Tacna.